# NHL Winter Classic 2019

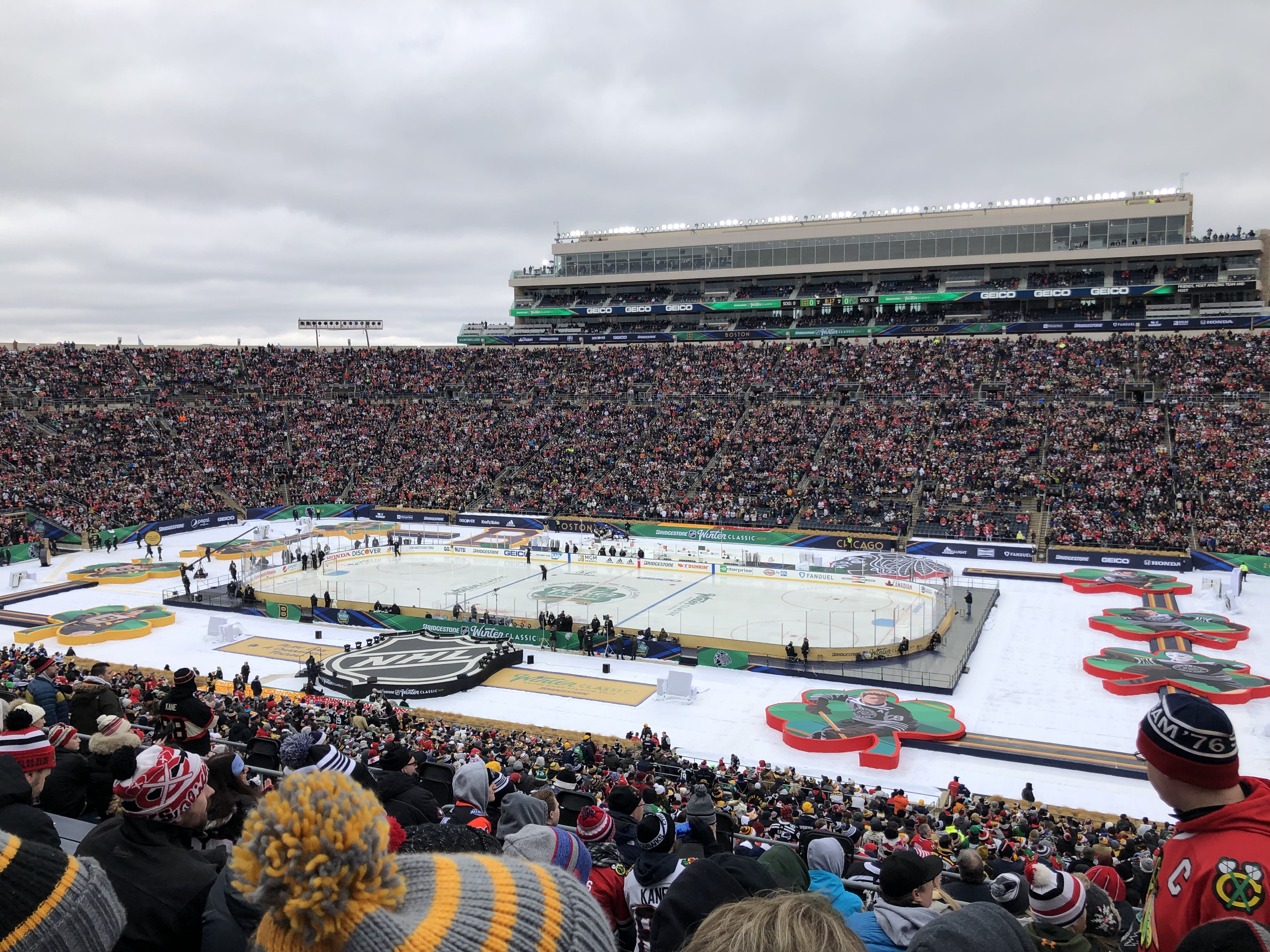
NHL Winter Classic på Notre Dame Stadium, 2019.

Bridgestone NHL Winter Classic 2019 var ett sportarrangemang i den nordamerikanska ishockeyligan National Hockey League (NHL) där en grundspelsmatch spelades utomhus mellan Chicago Blackhawks och Boston Bruins på Notre Dame Stadium i Notre Dame, Indiana i USA den 1 januari 2019.

## Matchen

### Laguppställningarna
| Vänsterforwards   | Centrar            | Högerforwards      |
| ----------------- | ------------------ | ------------------ |
| Brandon Saad      | Jonathan Toews (C) | Dominik Kahun      |
| Artjom Anisimov   | Dylan Strome       | Patrick Kane       |
| Alex DeBrincat    | David Kämpf        | Dylan Sikura       |
| Andreas Martinsen | Marcus Krüger      | Brendan Perlini    |
| Backar            |                    | Backar             |
| Duncan Keith (A)  |                    | Erik Gustafsson    |
| Gustav Forsling   |                    | Brent Seabrook (A) |
| Carl Dahlström    |                    | Connor Murphy      |
|                   | Målvakter          |                    |
|                   | Cam Ward           |                    |
|                   | Collin Delia       |                    |
|                   | Tränare            |                    |
|                   | Jeremy Colliton    |                    |

| Vänsterforwards  | Centrar              | Högerforwards            |
| ---------------- | -------------------- | ------------------------ |
| Brad Marchand    | Patrice Bergeron (A) | David Pastrňák           |
| Jake DeBrusk     | David Krejčí (A)     | Jakob Forsbacka-Karlsson |
| Danton Heinen    | Sean Kuraly          | Chris Wagner             |
| Joakim Nordström | Colby Cave           | Noel Acciari             |
| Backar           |                      | Backar                   |
| Zdeno Chára (C)  |                      | Brandon Carlo            |
| Torey Krug       |                      | John Moore               |
| Matt Grzelcyk    |                      | Kevan Miller             |
|                  | Målvakter            |                          |
|                  | Tuukka Rask          |                          |
|                  | Jaroslav Halák       |                          |
|                  | Tränare              |                          |
|                  | Bruce Cassidy        |                          |

### Resultatet
|  | 1 januari 2019 | Chicago Blackhawks | 2 – 4   | Boston Bruins | Notre Dame Stadium | |
|  |                | Första perioden: Brendan Perlini (8:30) Assists: Kämpf, Sikura Andra perioden: Dominik Kahun (11:24) Assists: Gustafsson, Toews Tredje perioden: — | Rapport | Första perioden: (12:38) (PP) David Pastrňák Assist: Bergeron Andra perioden: (11:24) (PP) Patrice Bergeron Assists: Pastrňák, Krug Tredje perioden: (10:20) Sean Kuraly Assists: Wagner, Grzelcyk (19:27) Brad Marchand Assist: Krejčí | Notre Dame, Indiana, USA Publik: 76 126 Domare: Francis Charron, Eric Furlatt Linjedomare: Matt MacPherson, Bryan Pancich | Notre Dame, Indiana, USA Publik: 76 126 Domare: Francis Charron, Eric Furlatt Linjedomare: Matt MacPherson, Bryan Pancich |
|  |                | |         | | Notre Dame, Indiana, USA Publik: 76 126 Domare: Francis Charron, Eric Furlatt Linjedomare: Matt MacPherson, Bryan Pancich | Notre Dame, Indiana, USA Publik: 76 126 Domare: Francis Charron, Eric Furlatt Linjedomare: Matt MacPherson, Bryan Pancich |
|  |                | |         | | Notre Dame, Indiana, USA Publik: 76 126 Domare: Francis Charron, Eric Furlatt Linjedomare: Matt MacPherson, Bryan Pancich | Notre Dame, Indiana, USA Publik: 76 126 Domare: Francis Charron, Eric Furlatt Linjedomare: Matt MacPherson, Bryan Pancich |

#### Matchstatistik
|                     | Chicago Blackhawks | Boston Bruins |
| ------------------- | ------------------ | ------------- |
| Powerplay           | 0/4                | 2/5           |
| Tacklingar          | 25                 | 30            |
| Vunna tekningar (%) | 56                 | 44            |
| Blockerade skott    | 13                 | 19            |
| Utvisningsminuter   | 10                 | 8             |

| Period | Chicago Blackhawks | Boston Bruins |
| ------ | ------------------ | ------------- |
| Första | 12                 | 14            |
| Andra  | 16                 | 10            |
| Tredje | 10                 | 12            |
| Totalt | 38                 | 36            |

#### Utvisningar
| Spelare         | Utvisning       | Utvisningsminuter | Tid             |
| Första perioden | Första perioden | Första perioden   | Första perioden |
| --------------- | --------------- | ----------------- | --------------- |
| Artjom Anisimov | Tripping        | 2:00              | 12:05           |
| Andra perioden  |                 |                   |                 |
| Erik Gustafsson | Roughing        | 2:00              | 17:57           |
| Tredje perioden |                 |                   |                 |
| Patrick Kane    | Hög klubba      | 2:00              | 01:03           |
| Artjom Anisimov | Tripping        | 2:00              | 01:42           |
| Gustav Forsling | Hakning         | 2:00              | 04:56           |
| Källa:          |                 |                   |                 |

| Spelare                                            | Utvisning       | Utvisningsminuter | Tid             |
| Första perioden                                    | Första perioden | Första perioden   | Första perioden |
| -------------------------------------------------- | --------------- | ----------------- | --------------- |
| Brandon Carlo                                      | Holding         | 2:00              | 05:52           |
| Matt Grzelcyk                                      | Hög klubba      | 2:00              | 17:03           |
| Andra perioden                                     |                 |                   |                 |
| Sean Kuraly                                        | Hakning         | 2:00              | 02:23           |
| Matt Grzelcyk                                      | Hakning         | 2:00              | 19:50           |
| Tredje perioden                                    |                 |                   |                 |
| Termer: Förseelser som leder till utvisningsstraff |                 |                   |                 |

### Statistik

#### Chicago Blackhawks

##### Utespelare
| Spelare           | Mål | Assists | Poäng | +/− | Utvisningsminuter | Skott | Vunna tekningar (%) | Tacklingar | Tid på isen |
| ----------------- | --- | ------- | ----- | --- | ----------------- | ----- | ------------------- | ---------- | ----------- |
| Dominik Kahun     | 1   | 0       | 1     | +1  | 0                 | 4     | 0                   | 0          | 14:11       |
| Brendan Perlini   | 1   | 0       | 1     | 0   | 0                 | 4     | 0                   | 2          | 7:26        |
| Erik Gustafsson   | 0   | 1       | 1     | 0   | 2                 | 2     | —                   | 1          | 25:27       |
| David Kämpf       | 0   | 1       | 1     | +1  | 0                 | 1     | 38                  | 1          | 14:49       |
| Dylan Sikura      | 0   | 1       | 1     | +1  | 0                 | 2     | —                   | 1          | 11:48       |
| Jonathan Toews    | 0   | 1       | 1     | 0   | 0                 | 1     | 63                  | 0          | 22:00       |
| Artjom Anisimov   | 0   | 0       | 0     | 0   | 4                 | 3     | 67                  | 1          | 20:13       |
| Carl Dahlström    | 0   | 0       | 0     | +1  | 0                 | 1     | —                   | 0          | 15:26       |
| Alex DeBrincat    | 0   | 0       | 0     | -1  | 0                 | 3     | —                   | 4          | 16:22       |
| Gustav Forsling   | 0   | 0       | 0     | -1  | 2                 | 2     | —                   | 0          | 15:08       |
| Patrick Kane      | 0   | 0       | 0     | -1  | 2                 | 5     | —                   | 0          | 23:21       |
| Duncan Keith      | 0   | 0       | 0     | +1  | 0                 | 0     | —                   | 1          | 25:12       |
| Marcus Krüger     | 0   | 0       | 0     | -1  | 0                 | 0     | 67                  | 0          | 5:14        |
| Andreas Martinsen | 0   | 0       | 0     | -1  | 0                 | 0     | —                   | 3          | 4:14        |
| Connor Murphy     | 0   | 0       | 0     | +1  | 0                 | 1     | —                   | 6          | 18:09       |
| Brandon Saad      | 0   | 0       | 0     | 0   | 0                 | 3     | 100                 | 3          | 17:14       |
| Brent Seabrook    | 0   | 0       | 0     | -1  | 0                 | 2     | —                   | 2          | 15:35       |
| Dylan Strome      | 0   | 0       | 0     | -1  | 0                 | 4     | 57                  | 0          | 21:53       |
| Källa:            |     |         |       |     |                   |       |                     |            |             |

##### Målvakt
| Spelare  | Skott mot sig | Räddningar | Insläppta mål | Räddningsprocent | Utvisningsminuter | Tid på isen |
| -------- | ------------- | ---------- | ------------- | ---------------- | ----------------- | ----------- |
| Cam Ward | 35            | 32         | 3             | 0,914            | 0                 | 58:54       |
| Källa:   |               |            |               |                  |                   |             |

#### Boston Bruins

##### Utespelare
| Spelare                  | Mål | Assists | Poäng | +/− | Utvisningsminuter | Skott | Vunna tekningar (%) | Tacklingar | Tid på isen |
| ------------------------ | --- | ------- | ----- | --- | ----------------- | ----- | ------------------- | ---------- | ----------- |
| Patrice Bergeron         | 1   | 1       | 2     | +1  | 0                 | 2     | 48                  | 0          | 18:31       |
| David Pastrňák           | 1   | 1       | 2     | 0   | 0                 | 6     | —                   | 0          | 19:44       |
| Sean Kuraly              | 1   | 0       | 1     | +1  | 2                 | 5     | 50                  | 2          | 16:15       |
| Brad Marchand            | 1   | 0       | 1     | +1  | 0                 | 5     | 40                  | 2          | 19:13       |
| Matt Grzelcyk            | 0   | 1       | 1     | +1  | 4                 | 0     | —                   | 1          | 18:53       |
| David Krejčí             | 0   | 1       | 1     | 0   | 0                 | 3     | 45                  | 0          | 17:15       |
| Torey Krug               | 0   | 1       | 1     | -1  | 0                 | 2     | —                   | 1          | 18:01       |
| Chris Wagner             | 0   | 1       | 1     | +1  | 0                 | 1     | 0                   | 7          | 15:44       |
| Noel Acciari             | 0   | 0       | 0     | -1  | 0                 | 1     | 100                 | 4          | 8:57        |
| Brandon Carlo            | 0   | 0       | 0     | +1  | 2                 | 2     | —                   | 0          | 19:24       |
| Colby Cave               | 0   | 0       | 0     | -1  | 0                 | 0     | 25                  | 1          | 7:46        |
| Zdeno Chára              | 0   | 0       | 0     | 0   | 0                 | 0     | —                   | 4          | 19:12       |
| Jake DeBrusk             | 0   | 0       | 0     | -1  | 0                 | 5     | —                   | 1          | 16:06       |
| Jakob Forsbacka-Karlsson | 0   | 0       | 0     | -1  | 0                 | 0     | 100                 | 1          | 12:34       |
| Danton Heinen            | 0   | 0       | 0     | 0   | 0                 | 2     | 0                   | 1          | 10:58       |
| Kevan Miller             | 0   | 0       | 0     | +1  | 0                 | 0     | —                   | 3          | 22:55       |
| John Moore               | 0   | 0       | 0     | -2  | 0                 | 0     | —                   | 2          | 17:42       |
| Joakim Nordström         | 0   | 0       | 0     | 0   | 0                 | 2     | 0                   | 0          | 13:14       |
| Källa:                   |     |         |       |     |                   |       |                     |            |             |

##### Målvakt
| Spelare     | Skott mot sig | Räddningar | Insläppta mål | Räddningsprocent | Utvisningsminuter | Tid på isen |
| ----------- | ------------- | ---------- | ------------- | ---------------- | ----------------- | ----------- |
| Tuukka Rask | 38            | 36         | 2             | 0,947            | 0                 | 59:42       |
| Källa:      |               |            |               |                  |                   |             |